# Flughafen Betong

i7
i11
i13
Der Flughafen Betong (thailändisch ท่าอากาศยานนานาชาติเบตง, IATA-Code: BTZ, ICAO-Code: VTSY) ist ein Regionalflughafen in Yarom im Landkreis Betong in der südlichen thailändischen Provinz Yala und wurde am 28. Februar 2022 offiziell eröffnet. Mit mehr als einem Jahr Verzögerung wurden die Arbeiten abgeschlossen. Der neue Flughafen soll den Tourismus sowie die Wirtschaft in der südlichsten Provinz in Thailand ankurbeln. Es können nur Maschinen mit einer Kapazität von maximal 100 Fluggästen abgefertigt werden, eine mögliche Erweiterung des Flughafens ist jedoch bereits vorgesehen.

## Lage und Daten
Der Flughafen liegt etwa 13 Kilometer östlich vom Stadtzentrum von Betong entfernt. Der Flughafen verfügt über eine 1800 m lange asphaltierte Start-/Landebahn.

## Fluggesellschaften und Ziele
Der Flugbetrieb wurde am 14. März 2022 mit der Billigfluggesellschaft Nok Air vom Flughafen Bangkok-Don Mueang aufgenommen, jedoch bereits am 16. März 2022 mangels Nachfrage wieder eingestellt. Am 29. April 2022 gab es einen erneuten Versuch, den Betrieb mit drei Flügen pro Woche zu beginnen. Der Preis für ein Hin- und Rückflugticket wird dank eines Zuschusses von 1000 Baht von der thailändischen Tourismusbehörde (TAT) von 6300 Baht auf 5300 Baht gesenkt. Die Flüge werden mit dem Flugzeugtyp De Havilland DHC-8-400 durchgeführt. Charterflüge wurden bereits seit Eröffnung des Flughafens angeboten. Nok Air schreibt nicht zuletzt durch die Erhöhung der Energiepreise, nach eigenen Angaben seit dem erneuten Start der Bangkok-Betong-Flugroute am 29. April 2022 rote Zahlen und erwägt, die Flugverbindung abermals einzustellen. Sie ist jedoch die einzige Gesellschaft, die den Flughafen Betong bedient. Die Auslastung soll jedoch bei 90 Prozent liegen.
Zurzeit (September 2022) wird der Flughafen von keiner Linienfluggesellschaft angeflogen.